# Gnocchi
Cet article possède un paronyme, voir Nioki.
Le gnocchi  (de l'italien : gnocco, gnocchi, prononcé : [ˈɲɔkki], ou du provençal Nissart inhoc), ou gnocchi au pluriel ou gnoques (dans l'arrière pays niçois), est une famille de pâtes préparées soit avec un mélange de farine de blé dur ou de blé tendre et de pomme de terre, et pochées à l'eau, soit une préparation à base de semoule de blé dur, généralement gratinée au four avec du fromage.
Les gnocchi constituent une préparation culinaire extrêmement courante dans de nombreux pays du monde et présentent des différences notables d'un type à l'autre tant en termes de forme que d'ingrédients.

## Étymologie
Bloch et Wartburg (Dictionnaire étymologique de la langue française) donnent comme origine l'italien gnocchi, d'origine incertaine, désignant autrefois un pain granulé. Lo Zingarelli (vocabolario della lingua italiana) donne pour origine gnocco : forme vénitienne de nocca, d'origine longobarde. Une autre hypothèse fait dériver le terme gnocco du latin nucleus (Dizionario etimologico online).
Selon une autre hypothèse, le mot gnocchi serait d'origine niçoise : il proviendrait du niçois inhoc (prononcer « ignoc »), qui désigne un habitant de l'arrière-pays niçois.
En 1740 le mot « nioc » est employé dans l'ouvrage Le cuisinier gascon publié par Louis-Auguste de Bourbon en langue française, il désigne une recette ressemblant aux gnocchis modernes.
Parfois consommés en bouillon, ils donnent naissance à une expression dialectale dans le milanais : broeud di gnocch (« bouillon de gnocchi ») qui, au sens figuré, signifie « très épais », « très dense » ; cette forme régionale se retrouve entre autres aussi mentionnée dans une traduction très libre de la Divine Comédie en dialecte milanais, par Carlo Porta, en 1804-1805.
Selon le Robert historique, le mot « gnocchi » a été emprunté à l'italien en 1864, d'abord sous la forme niocki. Le terme est attesté en italien depuis le XVe siècle, initialement pour désigner un petit pain rond à l'anis. Il proviendrait du vénitien gnoco, désignant un nœud dans un tissu, attesté en 1339, lui-même peut-être dérivé par métathèse de nocchio, « nœud du bois ». On note toutefois l'orthographe nioky à la fin du XIXe siècle, grâce au roman Nana, d'Émile Zola au chapitre IV : « Les garçons enlevaient les assiettes à potage, des crépinettes de lapereaux aux truffes et des niokys au parmesan circulaient. »

## Histoire
Présents sur les tables italiennes bien avant l'arrivée des pommes de terre, ils étaient faits de farine, de chapelure, d'œufs et de fromage. Ce n'est qu'au XVIIIe siècle, après la famine qui oblige les paysans à se nourrir de ces étranges tubercules venus des Amériques, qu'on leur ajoute des pommes de terre, jusqu'à ce que ces dernières en deviennent l'ingrédient principal. D'après la majorité des sources, l'origine de la recette serait italienne , mais on lui attribue parfois une origine austro-hongroise, alsacienne ou niçoise,.
En 1740, en France, plusieurs recettes de Niocs sont détaillées dans Le cuisinier Gascon. Il s'agit de boulettes de chapelures, farine, oeufs, herbes et fromage auxquelles peuvent être ajoutés d'autres ingrédients comme de la viande ou des épinards. Les niocs sont ensuite cuits dans l'eau bouillante et servis en sauce ou dans un bouillon.
Les gnocchi sont déjà décrits à partir de la seconde moitié du XIXe siècle. En 1880, ceux à base de pommes de terre se répandent très rapidement. Ils sont généralement assaisonnés avec de la sauce à la viande ou du ragù, mais aussi consommés nature avec du beurre fondu et du fromage, avec l'ajout d'arômes comme la sauge ou d'épices comme la noix de muscade ou la cannelle.
L'histoire des gnocchi de pommes de terre commence lorsque les premières pommes de terre des Amériques sont importées en Europe. Les autres types de gnocchi sont apparus pour la première fois dans les banquets de la Renaissance en Lombardie ; ils étaient mélangés avec de la chapelure, du lait et des amandes moulues et s'appelaient zanzarelli. Pour préparer les zanzarelli, on utilisait des ingrédients particuliers qui déterminaient les différentes couleurs : par exemple, les zanzarelli verts étaient mélangés avec des blettes et des épinards, très typiques et les zanzarelli jaunes, préparés avec l'ajout de citrouille ou de safran ; le malfatti blanc était mélangé avec de la viande de poulet hachée, le  malfatti orange avec des carottes. Au XVIIe siècle, cependant, les zanzarelli ont subi un léger changement de nom et de préparation : ils s'appelaient malfatti et étaient faits avec de la farine ; de l'eau et des œufs étaient ajoutés à la place des amandes et du pain.
Ceux à base de farine et de pommes de terre sont originaires de Campanie et représentent l'un des nombreux primi piatti des vacances.

## Préparation
|                                                      |
| Les œufs sont ajoutés à la purée de pommes de terre. |

|                                                                    |
| De la farine est ajoutée au besoin pour obtenir une pâte maniable. |

|                 |
| Pâte à gnocchi. |

|                                                                                |
| La pâte est roulée en longs brins ronds et épais, qui sont coupés en morceaux. |

|                                                                        |
| Les morceaux sont façonnés à la fourchette ou à la planche à gnocchis. |

|                      |
| Gnocchis crus frais. |

|                                            |
| Les gnocchis sont bouillis pour les cuire. |

|                          |
| Gnocchis frais en sauce. |

Afin d'obtenir des gnocchis de pommes de terre les plus fermes possibles, il existe divers expédients, comme l'utilisation de pommes de terre appropriées, les pommes de terre à chair jaune étant particulièrement indiquées. La chair doit être ferme et farineuse, comme celle des vieilles bintje ou roseval. La taille influe sur le résultat final : plus elles sont grosses, plus elles seront tendres.
La pâte ne doit pas être travaillée trop longtemps sous peine de coller : dès qu'elle est homogène, elle est prête. Une fois préparés les gnocchis doivent être cuits aussitôt.
Le rigagnocchi est le petit outil en bois qui sert à strier les gnocchis afin qu'ils absorbent la sauce.

## Variantes et traditions italiennes

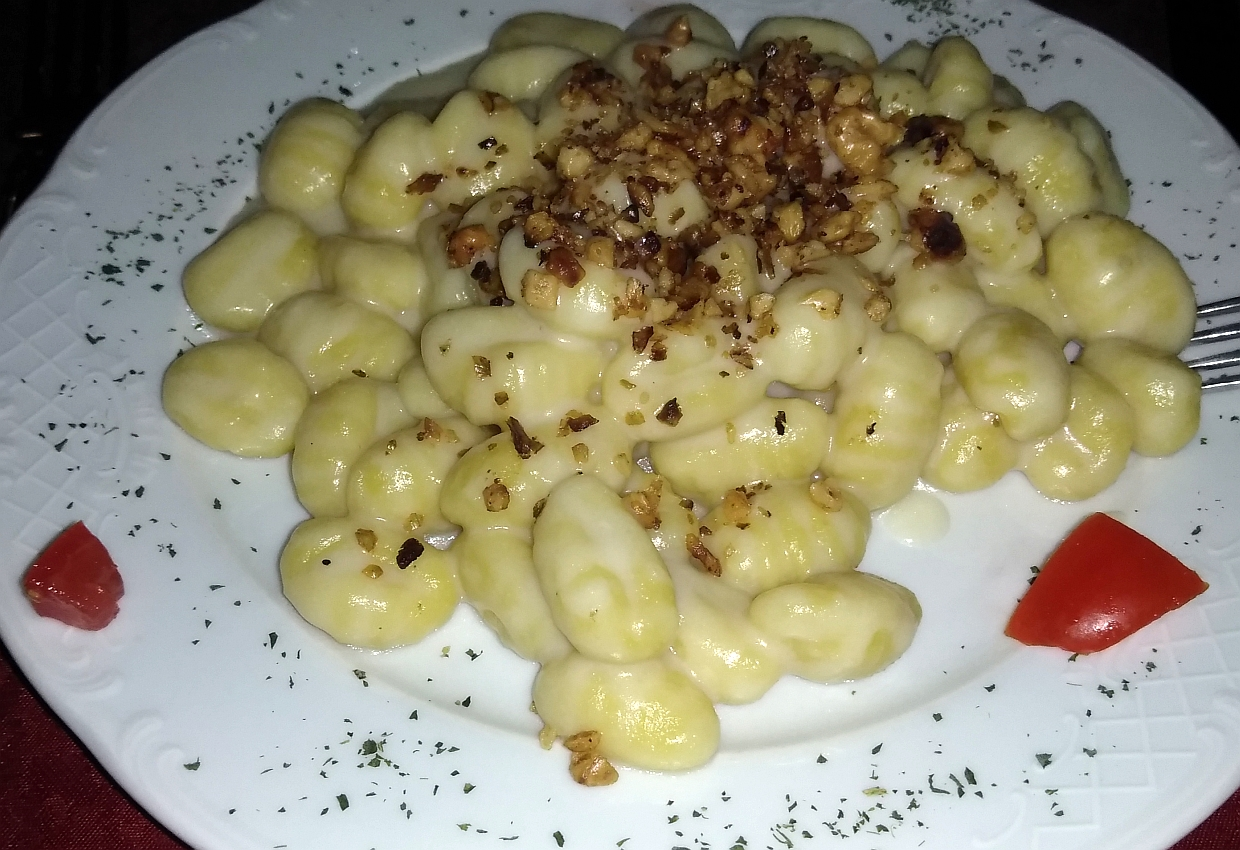
Gnocchi al Castelmagno avec des noix grillées.

Les gnocchis les plus courants en Italie aujourd'hui sont préparés avec des pommes de terre, ceux préparés avec un simple mélange d'eau et de farine sont également très courants. Ceux préparés avec de la semoule sont nommés alla romana ; d'autres encore utilisent de la semoule de maïs ; divers autres ingrédients sont utilisés selon la tradition locale/régionale. Ils peuvent être servis en entrée, comme c'est la tradition dans presque toute l'Italie, en plat unique ou en accompagnement. Ce dernier cas est plus fréquent pour les knödel d'Europe centrale.
Dans la ville de Rome, les gnocchis représentent le plat traditionnel du jeudi, d'après le dicton « Giovedì gnocchi, Venerdì pesce (o anche “ceci e baccalà”), Sabato trippa » [« gnocchis du jeudi, poisson du vendredi (ou encore “pois chiches et morue”), tripes du samedi »] ; le proverbe souligne l'importance du jeudi comme jour gras, qui nécessite un plat élaboré, riche et savoureux qui anticipe le plat maigre du lendemain. Les anciennes tavernes et trattorias survivent encore là où la tradition est suivie,. Le dicton romain « Ridi, ridi, che mamma ha fa i gnocchi » ( « Ris, ris, maman a fait les (/des) gnocchi ! »), utilisé quand un enfant éclate de rire sans raison, comme si la seule chose qui puisse justifier un tel bonheur soit les gnocchis de maman, reste populaire aussi hors de Rome, en particulier dans le nord de l'Italie. Ce dicton est souvent rendu avec l'article i (article défini) devant gnocchi, au lieu de gli (article indéfini qui serait requis par la norme de l'Italien actuel), probablement par jeu et par tradition en langage populaire.

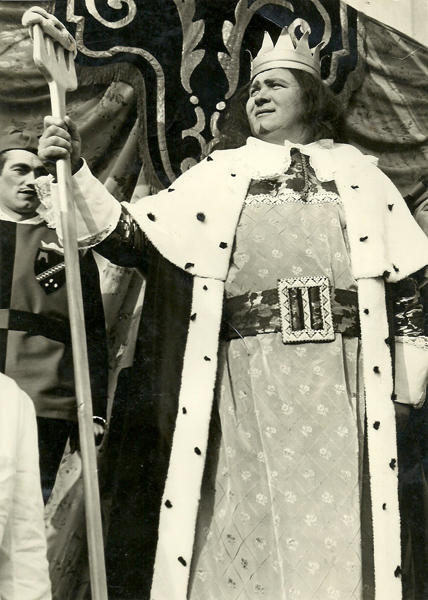
Re gnocco, 1964.

En Vénétie, dans certaines régions ils sont aussi appelées « macaronis », et sont une véritable institution, de la montagne à la lagune. À Vérone, un plat de gnocchis au beurre et à la sauge (ou à la pastissada, le ragoût de cheval typique de la ville de Vérone) se déguste traditionnellement le « Vendri Gnocolàr », le jour du défilé du carnaval. Papa del Gnocco est le nom du masque principal du carnaval Scaliger, avec un gnocco géant planté dans sa grosse fourchette dorée, d'où aussi la coutume de les manger le vendredi. À Castel Goffredo, dans la province de Mantoue, à l'occasion du carnaval local, le masque traditionnel du Re Gnocco offre à ses sujets des gnocchis et du vin le vendredi de carnaval.
Dans le Frioul-Vénétie Julienne, on trouve une vaste gamme de gnochetti et gnocchis, comme les gnocchetti alle ortiche, les gnochetti de gries, les gnocchi zucca-castagne-patate-ricotta, les gnocchi rucola-speck, les gnocchi di pane e zucca et les gnocchi di prugne, parmi tant d'autres.
Les gnocchis de Castelmagno et les gnocchis allongés du Val Varaita avec du beurre et de la tomate dans la pâte sont typiques du Piémont.
En Romagne, les gnocchis sont appelés maccheroni di patate. Dans cette région, le mot gnocco est par ailleurs associé au gnocco fritto, un type de petit pain frit, plus ou moins plat, prenant plusieurs formes selon la variante de la recette.
En Campanie où ils sont une tradition très ancienne, ils sont aussi appelés strozzapreti. Le jour traditionnel de consommation dans ce cas est le dimanche; assaisonnés de ragù alla napoletana et de mozzarella puis gratinés au four, ils donnent naissance à la recette des Gnocchi alla sorrentina.
En Calabre, dans l'Alto Ionio Cosentino, ils se nomment cannarìculi et se consomment comme pâtisserie durant les fêtes de Noël.
Les gnocchettis sardes, produits avec de la farine de blé dur et de différentes formes et tailles, sont également bien connus et appréciés.
Liste des différentes variantes (non exhaustive) : 
- Gnocchi alla sorrentina
- (it) Gnocchi in brodo
- (it) Gnocchi di patate
- (it) Gnocchi  di farina gialla
- (it) Gnocchi di semolino
- (it) Gnocchi alla romana
- (it) Gnocchi di latte (pâtisserie)

## Variantes françaises
Les gnocchis à la parisienne sont une entrée chaude préparée avec de la pâte à choux et de la sauce béchamel.

### Gnocchi niçois
Le gnocchi ou gnoque de tantifla (pomme de terre en occitan) est une spécialité de Nice ; il existe aussi un gnocchi fait de farine, pomme de terre, œufs et blettes appelé merda de can (« merde de chien » en occitan). La merda de can est de forme plus allongée que le gnocchi de pomme de terre,.
Une recette à base de Bon-Henri (Chenopodium bonus-henricus) est appelée en occitan niçois les dendeïruols.
On trouve aussi des gnocchis de forme plus allongée appelés longettes, particulièrement dans l'arrière-pays niçois.

## En Argentine
En Argentine, pays qui connut une forte immigration italienne, (mais aussi en Uruguay et au Paraguay) la tradition veut que l'on mange des gnocchis le 29 de chaque mois en disposant des pesos (en pièce ou en billet) sous l'assiette.
Cette coutume, qui relève à la fois de la superstition et de l'humour, se nomme « les gnocchis du 29 » : il s'agit d'un hommage à saint Pantaléon, qui avait remercié des paysans de Vénétie d'avoir partagé leur maigre repas avec lui — le vingt-neuvième jour du mois, selon la légende — en leur assurant bonnes récoltes, bonne pêche et prospérité ; le but, par ce geste, est donc de se porter chance et d'attirer la bonne fortune. La raison en est aussi qu'à la fin du mois, il ne reste d'argent que pour un plat simple mais bon comme les ñoquis (graphie en espagnol),.

## Photographies

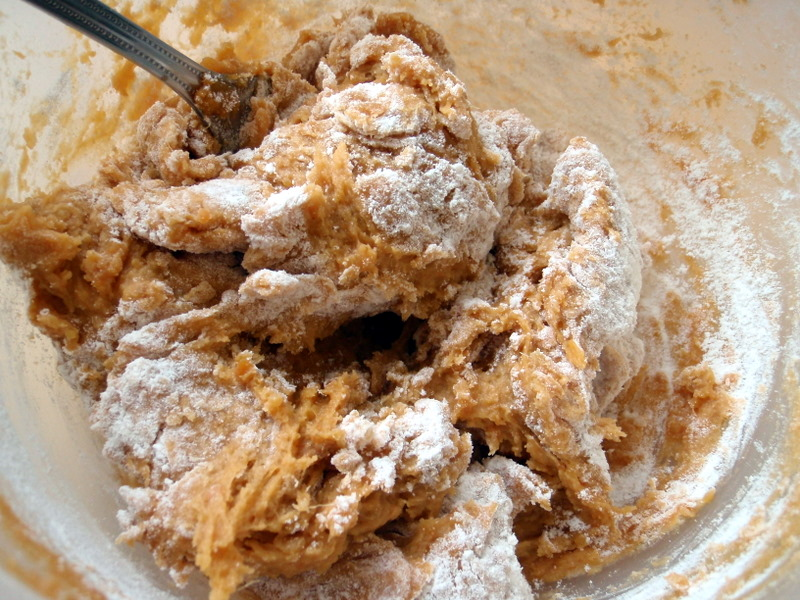
Préparation de la pâte de gnocchi.
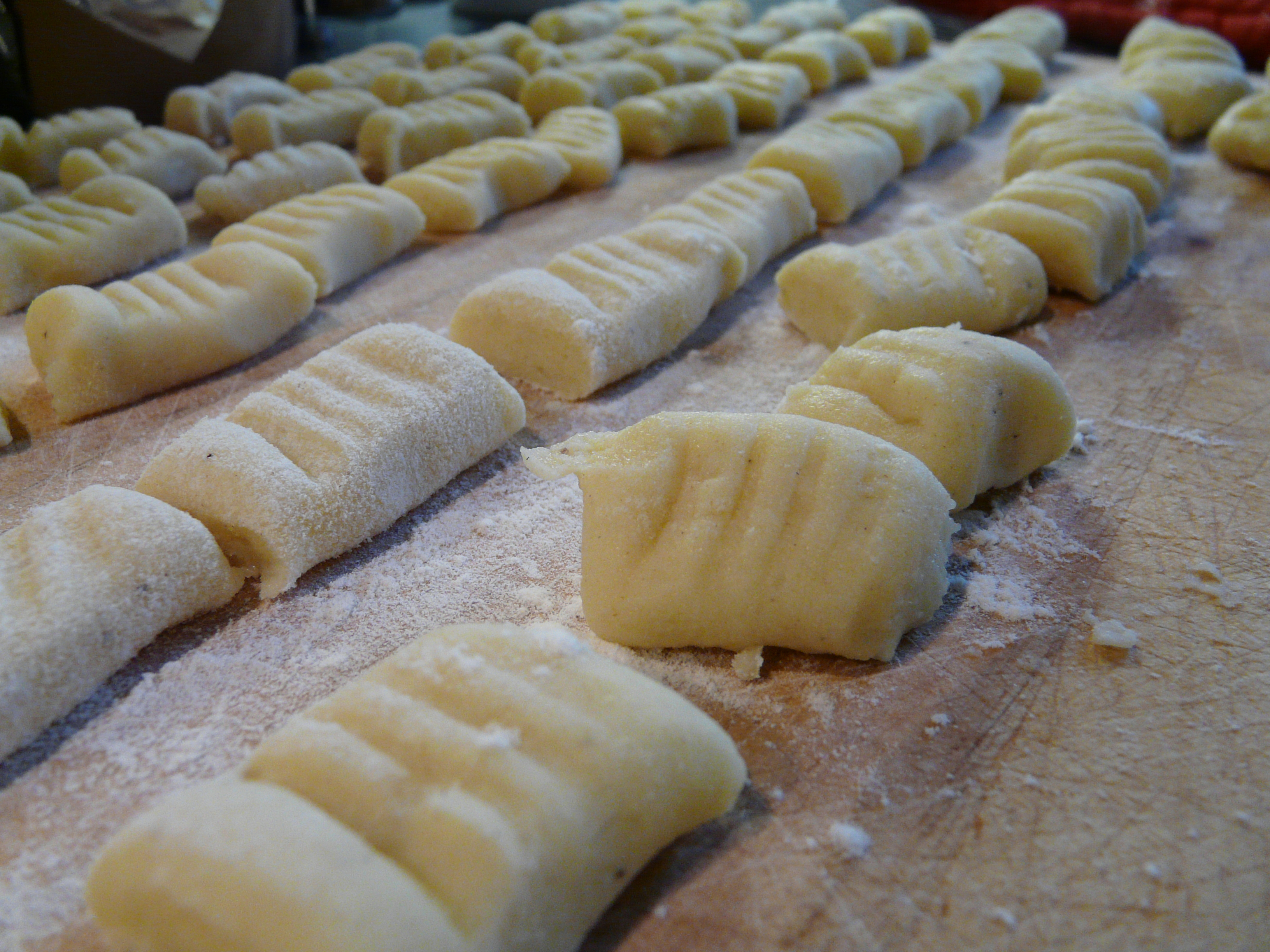
Gnocchi avant la cuisson.
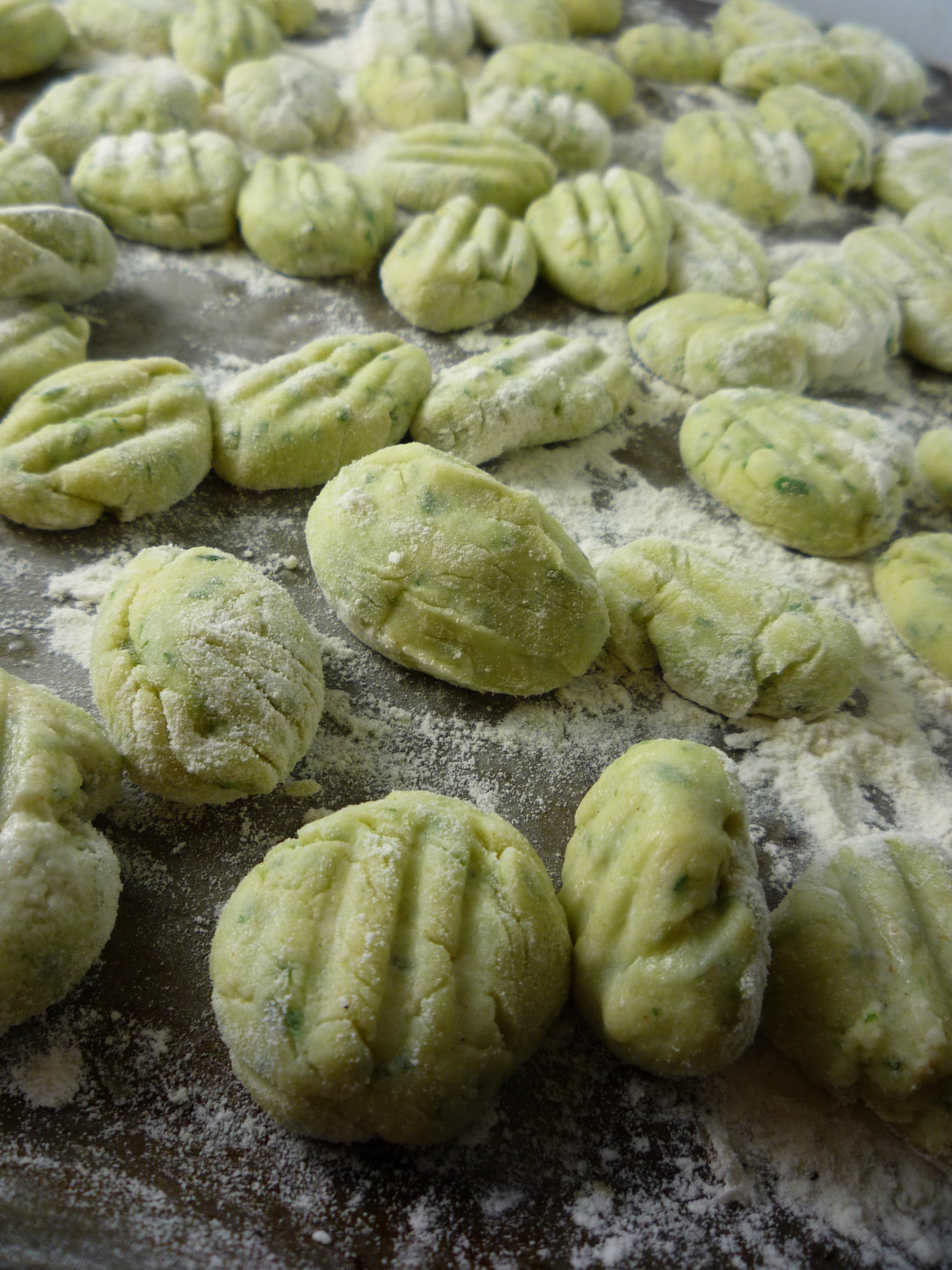
Gnocchi à l'ail avant la cuisson.
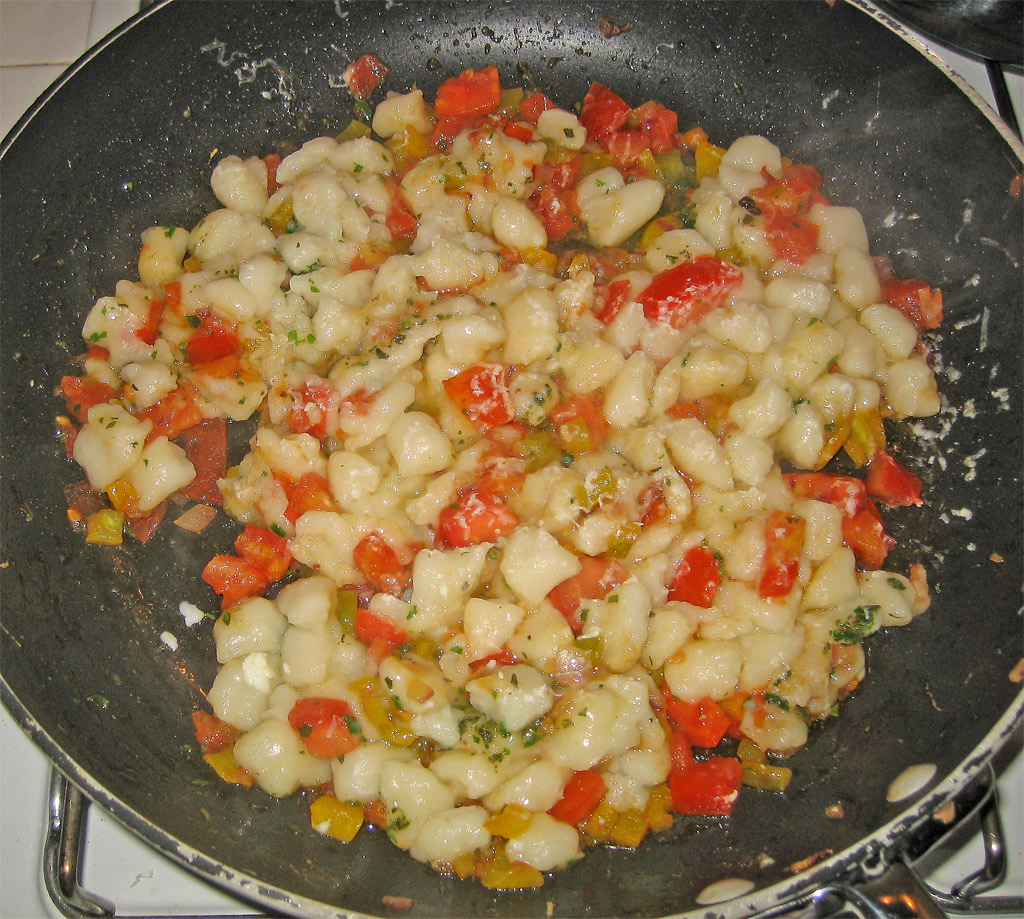
Cuisson.